# آلبرتا بیچ، آلبرتا
آلبرتا بیچ، آلبرتا (به انگلیسی: Alberta Beach, Alberta) یک منطقهٔ مسکونی در کانادا است که در آلبرتا واقع شده‌است.

## خصوصیات
آلبرتا بیچ ۱٫۹۸ کیلومترمربع مساحت و ۸۶۵ نفر جمعیت دارد و ۷۴۰ متر بالاتر از سطح دریا واقع شده‌است.